# Blikkenburg
Blikkenburg is een kasteel in de wijk Zeist-West in Zeist, in de Nederlandse provincie Utrecht.

## Geschiedenis
Blikkenburg was een ridderhofstad in de provincie Utrecht in het Overkwartier, onder Zeist.
Vermoedelijk is het huis in het midden der 14e eeuw door een heer uit het oude geslacht der Wulven gesticht. De wapens komen ook overeen, alleen is dat van het geslacht van goud en rood. Een der dochters van de stichter zou met een Frederik van Zuilen gehuwd zijn, waarna diens kinderen zich Van Zuilen van Blikkenburg noemden.

## Zie ook

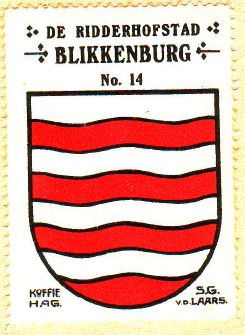
Wapen van Blikkenburg